# N子・メイ・黒野
N子・メイ・黒野（エヌコ メイ クロノ、N-ko Mei Kurono）は、Netflixの公式バーチャルYouTuber。

## 概要
2021年4月24日にNetflixのアニメ専門のTwitterアカウントでデビューが発表され、4月27日にデビューした。
中の人はNetflixの社員が担当しており、モーションキャプチャで動作し、日本語と英語の両方を使用する。「羊の生命体」であり、年齢は24歳。生年月日はNetflixの創業日である1997年8月29日と設定されている。動画は12か国語（日本語、英語、ブラジルポルトガル語、中国語、ドイツ語、フランス語、インドネシア語、イタリア語、韓国語、スペイン語、タイ語、ベトナム語）の字幕に対応している。2021年4月30日より毎週金曜日に投稿されるアニメ紹介番組「The N-ko Show」、ファンの目線で作品を紹介する「N子のおすすめアニメ」、アニメ制作者にインタビューを行う「N子が聞いた!制作秘話」といった複数の番組で登場する。「N子のおすすめアニメ」の5月1日配信回では『天空侵犯』が解説された。
Netflixのプロモーション活動の他、ゲーム実況プレイ、歌ってみた、他のバーチャルYouTuberとのコラボレーションにも取り組むという。
イラストレーターのフブキがデザインを行い、3Dモデルはつみだんごが制作した。

## 反応
ソーシャル・ネットワーキング・サービスでは、海外のアニメファンによるN子に対する反応が多く寄せられた。